# ヴラス・チュバーリ
ヴラス・ヤコヴレヴィチ・チュバーリ（ロシア語: Влас Яковлевич Чубарь、ラテン文字表記の例：Vlas Yakovlevich Chubar、1891年2月22日 - 1939年2月26日）は、ロシア帝国の革命家、ソビエト連邦の政治家。ウクライナ人。

## 生涯
ロシア帝国時代のウクライナの都市エカテリノスラフ（現在のドニプロペトロウシク）近くのフェドリフカ（ВФёдоровка）の農民の家庭に生まれる。早くからマルクス主義に傾倒し、1907年にロシア社会民主労働党に入党。
ロシア内戦終結後の1921年にソビエト連邦共産党中央委員会の一員となる。1923年7月13日にはクリスティアン・ラコフスキーの後任としてウクライナ人民委員会議議長に就任。1926年11月にはソ連共産党政治局入りし、政治局員候補に選出された。
1934年からモスクワに移り、ソ連人民委員会議副議長およびソ連労働防衛評議会副議長を務める。1935年2月には政治局員に昇格した。1937年8月16日から翌1938年1月19日までソ連財務人民委員を務めたが、大粛清により1938年6月に逮捕され、1939年2月に銃殺された。
ヨシフ・スターリン死後の非スターリン化にともない、1955年に名誉回復された。
| 公職                      | 公職                                                           | 公職                      |
| ------------------------- | -------------------------------------------------------------- | ------------------------- |
| 先代 グレゴリー・グリンコ | ソビエト連邦財務人民委員部 第8代:1937年8月16日 - 1938年1月19日 | 次代 アルセニー・ズベレフ |